# Joseph Köstner
Joseph Köstner (* 9. März 1906 in Klagenfurt; † 1. Jänner 1982 ebenda) war Bischof der österreichischen Diözese Gurk-Klagenfurt.

## Leben
Joseph Köstner wurde 1906 in Klagenfurt geboren und wurde in der Domkirche getauft. Sein Vater, ein Spenglermeister, verstarb jung. Köstner ging in Klagenfurt zur Schule, der spätere evangelische Superintendent von Kärnten, Gerhard Glawischnig, war sein Klassenkollege. Köstner beschloss Priester zu werden und wurde von Bischof Hefter an das Collegium Germanicum nach Rom geschickt. Am 25. Oktober 1931 wurde er dort zum Priester geweiht.

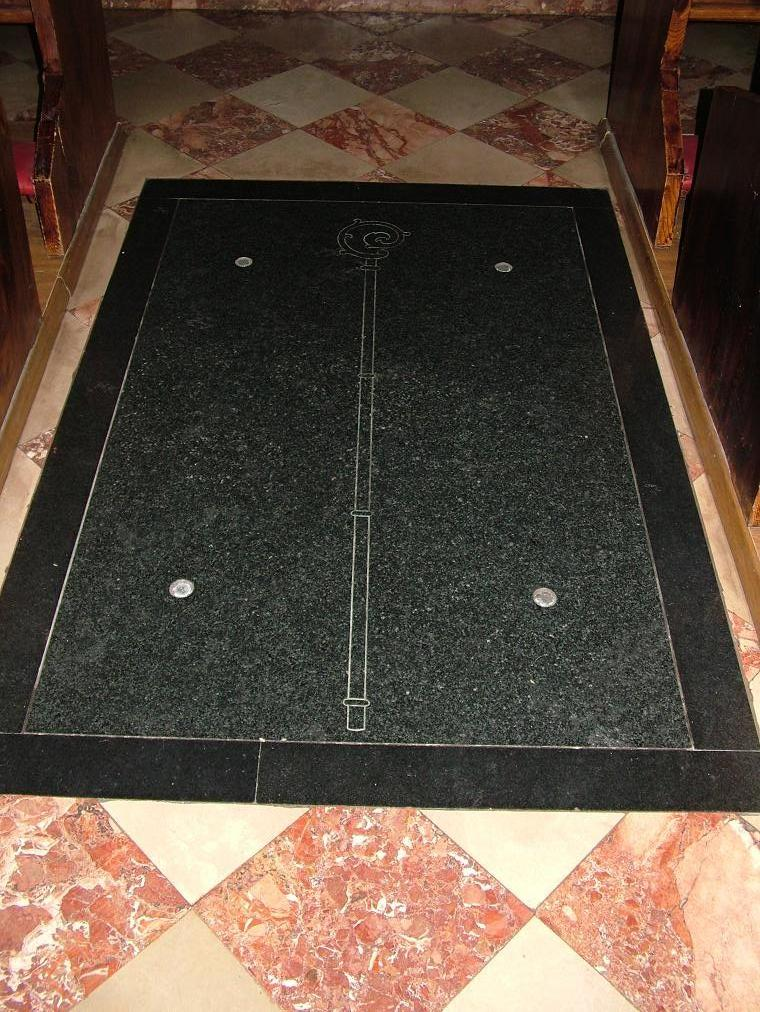
Gruft der Bischöfe Wiery, Hefter und Köstner

Zurück in Kärnten wurde er Ordinariatssekretär und Hofkaplan. Nebenbei war er Religionslehrer an der Ursulinenschule und am Staatsgymnasium in Klagenfurt, wurde jedoch von Nationalsozialisten seines Amtes enthoben. 1939 kam er als Vikar an die Dompfarre. Als der Domkapitular Rudolf Blüml von der Gestapo „Gauverbot“ bekam, wurde Köstner Administrator der Pfarre.
Am 5. August 1945 wurde er nach siebenjähriger Sedisvakanz, der längsten in der Geschichte der Diözese Gurk-Klagenfurt, durch den Salzburger Erzbischof Rohracher zum neuen Bischof von Gurk-Klagenfurt geweiht und zugleich inthronisiert. Köstner war erst 39 Jahre alt.
Der Beginn seines Episkopats war von der Nachkriegszeit geprägt. Im Jahr 1962 nahm er am 2. Vatikanischen Konzil in Rom teil. Nach der Einführung der Volkssprache statt des bisher verbindlichen Latein führte Bischof Köstner neben dem Deutschen auch das Slowenische als zweite Liturgiesprache seiner Diözese ein.
1982 starb Bischof Köstner nach 37-jähriger Amtszeit. Er wurde in der Bischofsgruft des Klagenfurter Domes beigesetzt. Sein Name wurde jedoch auch an der Grabstätte seiner Familie auf dem Hauptweg des Klagenfurter Zentralfriedhofs Annabichl angeführt.